# 1771
Cette page concerne l'année 1771  du calendrier grégorien. Pour l'année 1771 av. J.-C., voir 1771 av. J.-C.
L'année 1771 est une année commune qui commence un mardi.

## Événements

### Amérique
- 16 mai : répression du Regulator Movement en Caroline du Nord. Plusieurs milliers de Régulateurs sont vaincus par l’armée. Six d’entre eux sont pendus[1].

- 10 juillet : tremblement de terre à Saint-Domingue[2].
- 17 juillet : massacre d'un groupe d'Inuits à Bloody Falls par des guerriers Chipewyan menés par le guide Matonabbee pendant l'expédition de Samuel Hearne sur la Coppermine River[3].

- 8 septembre : fondation de la mission de San Gabriel Arcángel en Californie[4].
- 29 septembre : Antonio María de Bucareli y Ursúa prend ses fonctions de vice-roi de Nouvelle-Espagne (fin en 1779)[5].

- Décembre : création à Rio de Janeiro de l’Academia Cientifica, inaugurée le 18 février 1772[6].

### Asie
- 5 janvier : les Torghout, mongols occidentaux, quittent la vallée de la Volga et sont établis en Dzoungarie par la Chine[7].
- 9 janvier : abdication de l'impératrice du Japon Go-Sakuramachi en faveur de son neveu Go-Momozono[8].
- 10 février, Inde : prise de Delhi[9]. Mâdhava Râo, le nouveau peshwâ des Marathes, réunifie la confédération, ce qui lui permet à prendre Delhi et de rétablir l’empereur moghol Shah Alam II sur le trône (1772).
- 23 mai : début du règne de Go-Momozono, empereur du Japon (fin en 1779).

- Révolte des Tay Son au Viêt Nam contre les Nguyễn (1771-1802)[10].
- Japon : 2 700 000 pèlerins en direction du sanctuaire d’Ise[11].

### Europe
- 12 février : début du règne de Gustave III de Suède (fin en 1792)[12]. C'est le retour de l'autocratie (août 1772).

- Mars[13] : règne personnel de Léopold de Toscane, après le départ du comte Orsini-Rosenberg (de) à Vienne. Il supprime les corporations (1779), crée une chambre de commerce, d’art et de manufactures. Il abolit l’annone et les biens communaux et les pâtures sont divisées et mise en culture. Il réforme l’administration municipale, la police, la santé, supprime l’armée pour la remplacer par une milice bourgeoise[14].

- Mai : soulèvement des exilés polonais du Kamtchatka sous la conduite de Móric Beňovský ; ils s’embarquent vers la Chine avant de rejoindre la France[15].
- 30 mai : à la suite de la libération du ministre russe à Constantinople Obreskov (19 mai), Panine remet un mémoire au prince Lobkowicz (Autriche) et au comte de Solms (Prusse) contenant les conditions de paix exigées par Catherine II de Russie. La Russie, après avoir refusé la médiation de la Prusse et de l’Autriche dans la guerre russo-turque, demande l’indépendance de la Khanat de Crimée sous sa protection, la liberté de commerce en mer Noire par Azov, la mise sous séquestre de la Moldavie et de la Valachie[16]. L’Autriche et la Prusse déclarent ces conditions inadmissibles[16].

- 13 juin : réunion du Riksdag[12]. Gustave III, élevé à la française, est lié au parti des « Chapeaux ». À la mort de son père Adolphe-Frédéric, le pouvoir royal en Suède est très réduit et le Riksdag, est divisé par d’intenses conflits entre parti des « Bonnets », adversaire des privilèges, partisans de la paix avec la Russie et la Grande-Bretagne, et parti des « Chapeaux » (la haute aristocratie), plus belliqueux.
- 22 juin : défaite des confédérés de Bar conduit par Dumouriez à la bataille de Lanckorona[17].
- 25 juin (14 juin du calendrier julien) : les troupes russes de Vassili Dolgorouki forcent les lignes de Perekop en envahissent la Crimée[16].

- 6 juillet : traité secret entre l’Autriche et l’empire ottoman négocié à Constantinople par Thugut ; la Porte s’engage à verser un important subside et à céder l’Olténie en échange du soutien de l’Autriche pour récupérer les territoires conquis par les Russes[16].
- 15 juillet : Struensee devient ministre du cabinet au Danemark (fin le 16 janvier 1772)[18].
- 25 juillet (14 juillet du calendrier julien) : victoire de Dolgorouki sur les Tatars de Crimée et prise de Caffa par les Russes ; 600 Tatars se déclarent indépendant de l'empire ottoman sous la protection de la Russie tandis que le khan Sélim Giray se réfugie à Constantinople (août)[19].

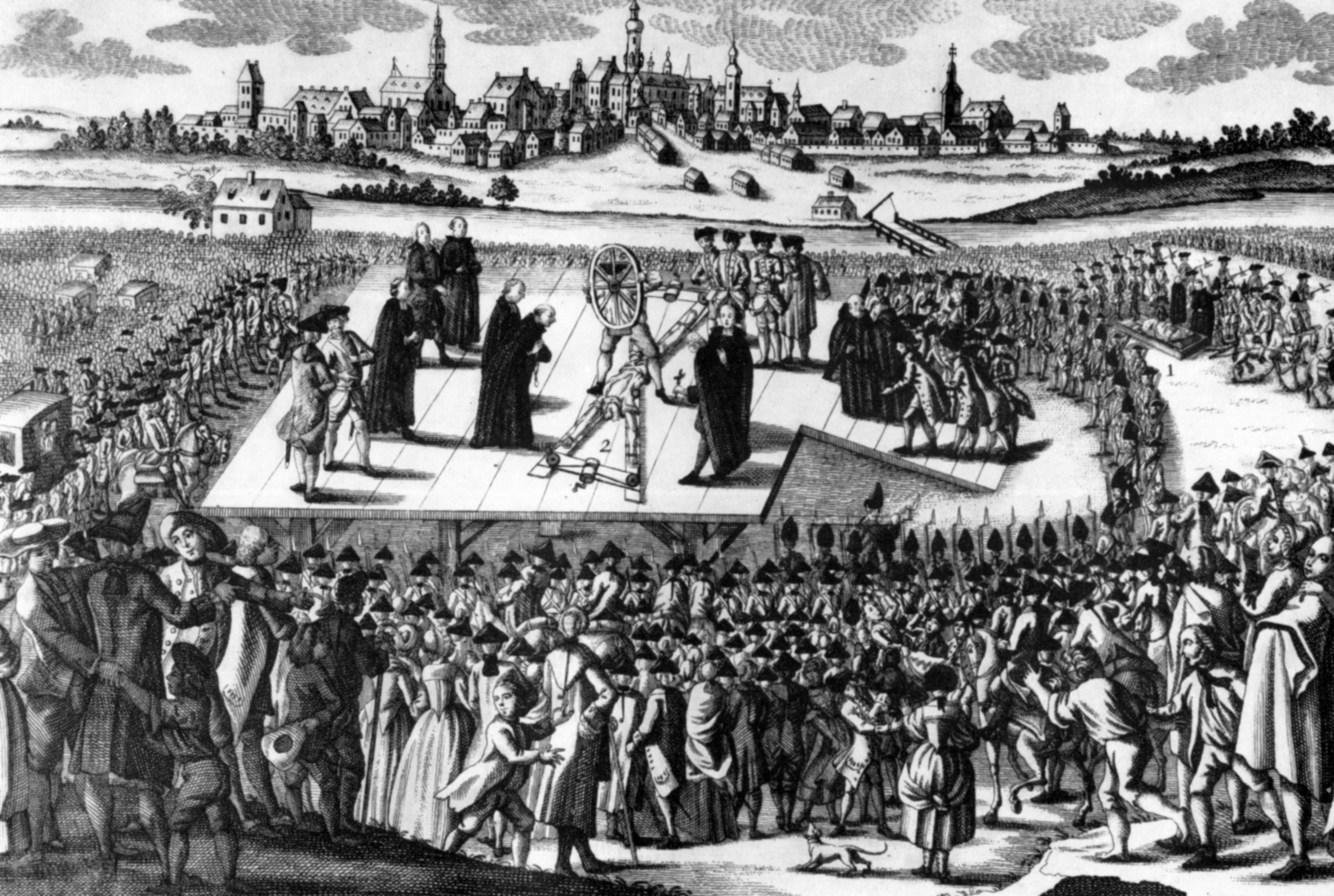
6 septembre : exécution de Matthias Klostermayr.

- 6 septembre : exécution du brigand bavarois Matthias Klostermayr à Dillingen[20].
- 19 septembre : fondation à Munkács du premier évêché uniate séparé des orthodoxes[21].
- 23 septembre : Ogiński, général de la Confédération de Bar, est battu par les Russes de Souvorov à Stołowicze[17].
- 27 septembre (16 septembre du calendrier julien) : émeute de la peste à Moscou[22].

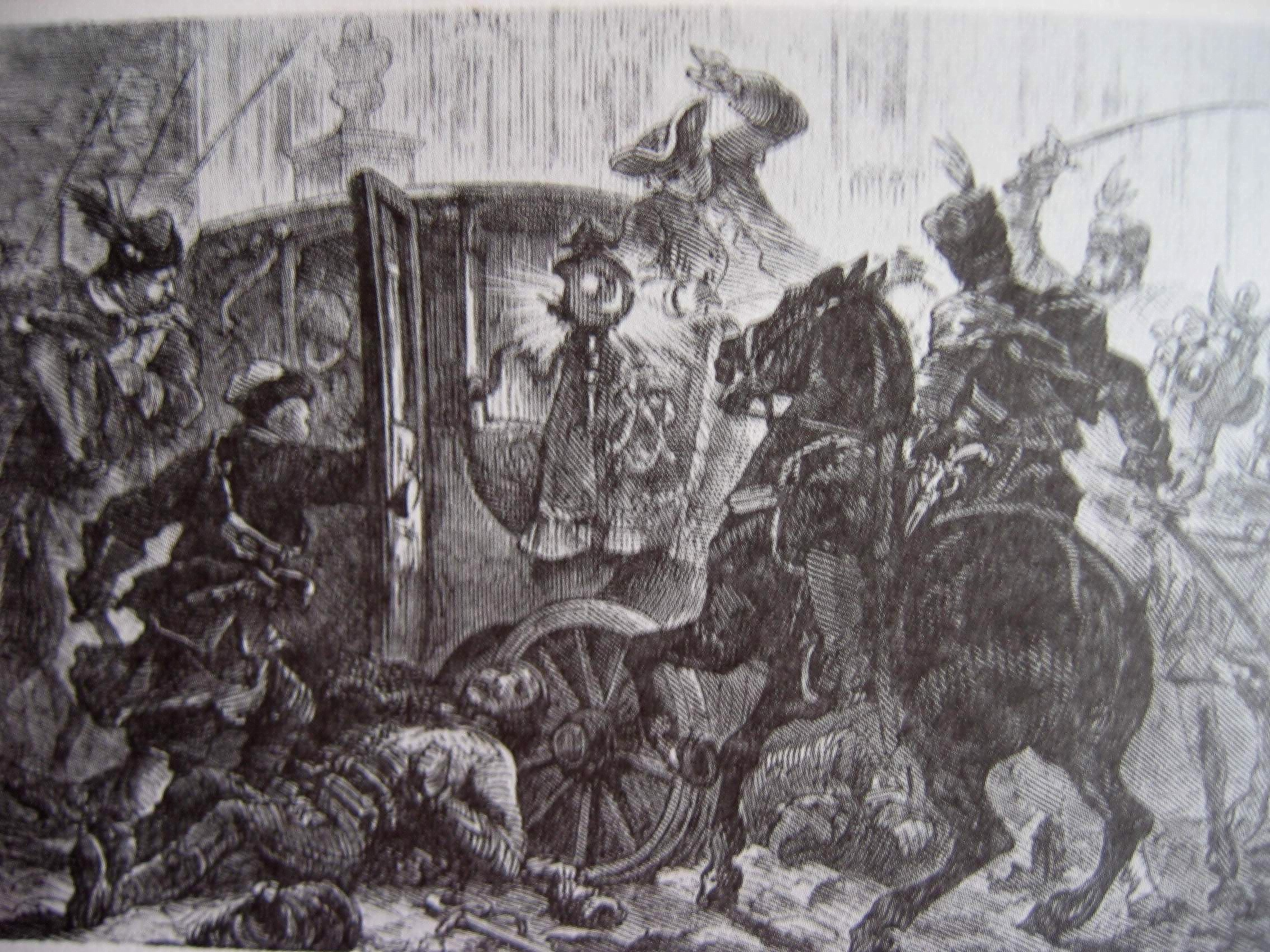
3 novembre : enlèvement de Stanisław August Poniatowski

- 25 octobre : conférence entre le ministre autrichien Kaunitz avec le prince Galitzine, ambassadeur de Russie à Vienne. Kaunitz propose l’intervention de l’Autriche dans le règlement de la paix si Catherine II renonce à la Moldavie et la Valachie et à l’indépendance du Khanat de Crimée[16].
- Octobre, Pologne : les confédérés du Bar proclament la déchéance du roi Stanislas II de Pologne. Vaincus, ils ne pourront éviter le premier partage de la Pologne en 1772[24].
- 16 novembre : le pont de Newcastle upon Tyne est emporté par une crue[25].
- 19 novembre : fuite du ministre Guillaume Du Tillot du duché de Parme[26]. L'espagnol José Augustin de Llano le remplace.

- 17 décembre : Catherine II de Russie annonce qu'elle renonce à l’indépendance de la Moldavie et de la Valachie en échange d’un dédommagement par la Turquie pour ses frais de guerre[16].
- 19 décembre : abolition des droits féodaux en Savoie[27].

- Introduction de la conscription dans les pays héréditaires des Habsbourg à l'exception du Tyrol et de la Hongrie[28].
- Les droits des évêques en matière de dispenses de mariage sont accrus aux dépens de ceux du pape dans les États habsbourgeois[29].

- Mauvaise récolte en Bohême où le gel et les pluies de printemps ont empêché le semis. Disette. Les mendiants affluent vers les villes. Marie-Thérèse accorde un secours d’un million de florins. Épidémie de peste en été (160 000 victimes)[30].
- Au Portugal, interdiction de la célébration d’autodafés publics et de la publication des listes de condamnés[31].

## Naissances en 1771
- 1er janvier : Georges Cadoudal, chef chouan († 25 juin 1804).

- 22 février : Vincenzo Camuccini, peintre et lithographe italien  († 2 septembre 1844).

- 16 mars : Antoine Gros, peintre français († 25 juin 1835).

- 21 avril : Népomucène Lemercier, poète français († 7 juin 1840).

- 29 avril : Pierre-François-Xavier Bouchard, militaire français, découvreur de la Pierre de Rosette, († 5 août 1822).

- 1er mai : Antoine Chantron, colonel et peintre français († 13 novembre 1842).

- 4 juillet : Martín Rodríguez, militaire et homme politique espagnol puis argentin († 5 mars 1845).

- 15 août : Walter Scott, écrivain britannique († 21 septembre 1832).
- 22 août : Johann Joseph Rösler, compositeur, Kapellmeister et pianiste bohémien de la période classique († 28 janvier 1813).
- 25 septembre : Jean-Andoche Junot, général français, Duc d'Abrantès  († 29 juillet 1813).

- 1er octobre : Pierre Baillot,  violoniste et compositeur français († 15 septembre 1842).

- 6 novembre : Jovan Pačić, officier, poète, écrivain, traducteur, illustrateur et peintre serbe († 4 décembre 1849).
- 14 novembre : Marie François Xavier Bichat, biologiste français († 22 juillet 1802).
- 18 novembre : Jean Henry Marlet, peintre et graveur français († 1847).
- 28 novembre : Jakob Samuel Weibel, petit maître suisse, peintre et graveur († 24 novembre 1846).

- 6 décembre : Jacques-Nicolas Paillot de Montabert, peintre français († 1849).
- 19 décembre : Nicolas-Joseph Maison, Maréchal de France († 13 février 1840).
- 25 décembre : Charles Athanase Walckenaer, naturaliste français († 26 avril 1852).

- Date précise inconnue : 
  - Giuseppe Borsato, peintre italien († 15 octobre 1849).
  - Louis Daure Lamartinière, militaire haïtien († 2 novembre 1802).
  - Martín de Garay, homme d’État espagnol (†  1822).
  - Francisco Ortiz de Ocampo, militaire et homme politique espagnol puis argentin († 1840).

## Décès en 1771
- 6 février : Johannes Daniël van Lennep, philologue hollandais († 18 novembre 1724).
- 12 février : Adolphe-Frédéric de Suède, roi de Suède, grand-duc de Finlande et prince-évêque de Lübeck (° 14 mai 1710).
- 20 mars : Louis-Michel Van Loo, peintre français (° 2 mars 1707).
- 14 avril : Laurent Cars, peintre et graveur français (° 28 mai 1699).
- 23 juin : José Candido Esposito, matador espagnol (° 30 novembre 1734).
- 30 juillet : Thomas Gray, poète britannique (° 1716).
- 9 octobre : Jan Klemens Branicki, général polonais (° 21 septembre 1689).
- 19 octobre : Giovanni Conca, peintre italien (° vers 1690).
- 26 décembre : Claude-Adrien Helvétius, philosophe français (° 1715).
- Date précise inconnue : Giovanni Battista Cimaroli, peintre italien du baroque tardif (° décembre 1687).